# Кизилжулдуз (Аркалицька міська адміністрація)
Кизилжулду́з (каз. Қызылжұлдыз) — село у складі Аркалицької міської адміністрації Костанайської області Казахстану. Входить до складу Кайиндинського сільського округу.
У радянські часи село називалось Кизилжулдиз.
Населення — 199 осіб (2021; 283 у 2009, 374 у 1999, 457 у 1989).